# Rolo (Reggio Emilia)
Rolo é uma comuna italiana da região da Emília-Romanha, província de Reggio Emilia, com cerca de 3.631 habitantes. Estende-se por uma área de 14 km², tendo uma densidade populacional de 259 hab/km². Faz fronteira com Carpi (MO), Fabbrico, Moglia (MN), Novi di Modena (MO), Reggiolo.

## Demografia
| Variação demográfica do município entre 1861 e 2011                               |
|                                                                                   |
| Fonte: Istituto Nazionale di Statistica (ISTAT) - Elaboração gráfica da Wikipedia |